# Andrew David Naselli
Andrew „Andy“ David Naselli (* 16. Mai 1980 in San José (Kalifornien), USA) ist ein US-amerikanischer baptistischer Geistlicher, Theologe und Professor für Systematische Theologie und Neues Testament am Bethlehem College and Seminary.

## Leben

### Ausbildung und akademische Karriere
Naselli wurde in San José geboren. Er studierte (B.A.) am Baptist College of Ministry in Menomonee Falls, Wisconsin. Anschließend absolvierte er ein Masterstudium an der Bob Jones University. Dort erlangte er seinen ersten Ph.D. Später promovierte er ein weiteres Mal an der Trinity Evangelical Divinity School.
Über mehrere Jahre (2006–2013 bzw. 2014) war er Forschungsassistent von Donald A. Carson. Diesen zählte er 2014 neben Mark Minnick zu den Personen, die ihn als Christen und Lehrer am meisten prägten. 2013 zog er mit seiner Familie nach Minneapolis, um am Bethlehem College and Seminary zu lehren. Hier wirkt er mittlerweile als Professor für Systematische Theologie und Neues Testament.
Als Adjunct Professor lehrt Naselli am Faith Bible Seminary in Lafayette, Indiana und am The Master’s Seminary in Los Angeles, Kalifornien.

### Geistliches Amt
Er war Pastor und Ältester an der baptistischen The North Church (ein Ableger der Bethlehem Baptist Church) in Mounds View, Minnesota. Mittlerweile ist er leitender Pastor an der Christ the King Church, einer Tochtergemeinde der North Church, in der Gegend um Stillwater.

### Privates
Andrew Naselli heiratete im Jahr 2004 seine Frau Jenni. Sie haben gemeinsam vier Töchter.

## Veröffentlichungen (Auswahl)
- Let Go and Let God? A Survey and Analysis of Keswick Theology. Lexham Press 2010.
- From typology to doxology. Paul’s use of Isaiah and Job in Romans 11:34-35. Pickwick publications, Eugene (Or.) 2012, ISBN 978-1-61097-769-2.
- Mitarbeit an: NIV Zondervan Study Bible Zondervan, Grand Rapids, MI 2015, ISBN 978-0-310-45040-5.
- mit J. D. Crowley: Conscience – what it is, how to train it, and loving those who differ. Crossway Books 2016, ISBN 978-1-4335-5074-4.
  - dt.: Andrew David Naselli und Joseph Donald Crowley: Das Gewissen. Verstehen, wie es tickt. 1. Auflage. Christliche Verlagsgesellschaft; Verlag Mitternachtsruf, Dillenburg, [Dübendorf] 2016, ISBN 978-3-86353-341-0.
- How to understand and apply the New Testament. Twelve steps from exegesis to theology. P&R Publishing, Phillipsburg, New Jersey 2017, ISBN 978-1-62995-248-2.
- No Quick Fix. Where Higher Life Theology Came from, What It Is, and Why It’s Harmful. Faithlife Corporation; Baker & Taylor Publisher Services, Bellingham, Ashland 2017, ISBN 978-1-68359-046-0.
- mit Robert W. Yarbrough, Dane Ortlund, Frank Thielman: ESV EXPOSITORY COMMENTARY. Band 10 Romans-Galatians. Crossway Books, [S.l.] 2020, ISBN 978-1-4335-4664-8.
- mit Jason Shane DeRouchie und Oren R. Martin: 40 questions about biblical theology. Kregel Academic, an imprint of Kregel Publications, Grand Rapids, Michigan 2020, ISBN 978-0-8254-4560-6.
- mit Jonathan Leeman: How can I love church members with different politics?. Crossway, Wheaton, Illinois 2020, ISBN 978-1-4335-7179-4.
- The Serpent and the Serpent Slayer. Crossway Books, Wheaton 2020, ISBN 978-1-4335-6797-1.
- Romans. A concise guide to the greatest letter ever written. Crossway, Wheaton, Illinois 2022, ISBN 978-1-4335-8034-5.
- Predestination: An Introduction. Crossway, Wheaton, IL 2023, ISBN 978-1-4335-7314-9.
- mit G. K. Beale, D. A. Carson, Benjamin L. Gladd (Hrsg.): Dictionary of the New Testament use of the Old Testament. Baker Academic, Ada 2023, ISBN 978-1-5409-6004-7.
- How to read a book. Advice for Christian readers. Canon Press, Moscow, Idaho 2024, ISBN 978-1-59128-067-5.

Kinderbücher
- That little voice in your head. Learning about your conscience. Christian Focus Publications Ltd, Fearn, Tain, Ross-shire, Great Britain 2018, ISBN 978-1-5271-0159-3. Mit Illustrationen von Julie Carter.
- mit George Thornton: The Serpent Slayer and the scroll of riddles. New Growth Press, Greensboro, NC 2022, ISBN 978-1-64507-233-1. Mit Illustrationen von Dana Thompson.